# Lew Tendler
Lew Tendler (* 28. September 1898 in Philadelphia, Pennsylvania, USA; † 5. November 1970 in Atlantic City, New Jersey, USA) war ein US-amerikanischer Boxer im Leichtgewicht. 
Tendler war jüdischer Abstammung und wurde von Phil Glassman gemanagt, der unter anderem auch Emory Cabana, Benny Bass, Danny Kramer und Harry Gimbel managte. Er war Rechtsausleger, 1,68 m groß und hatte eine Reichweite von 1,78 m. 
Der Rechtsausleger gilt als einer der besten Boxer, die nie einen Weltmeistertitel erobern konnten.

## Aufnahme in Ruhmeshallen
Tendler wurde unter anderem in folgende Ruhmeshallen aufgenommen:
- International Boxing Hall of Fame (1999)
- The Ring Magazine Hall of Fame
- International Jewish Sports Hall of Fame
- World Boxing Hall of Fame